# Explorer 7
L'Explorer 7 fu un satellite statunitense appartenente al Programma Explorer, fu sviluppato per lo studio dei raggi X solari, del flusso Lyman-alpha, delle particelle energetiche e dei raggi cosmici.

## La missione
Explorer 7 fu lanciato il 13 ottobre 1959 tramite il vettore Jupiter-C e si immise in orbita senza nessun intoppo.
Grazie ad un radiometro costruito da Verner Suomi con l'aiuto di Robert Parent fu possibile studiare la radiazione terrestre dallo spazio e dare il via all'era dello studio spaziale del clima terrestre.
Infatti Suomi comparò i dati inviati dal satellite circa il riscaldamento terrestre e il raffreddamento operato dall'atmosfera, giungendo a stabilire l'importanza che hanno le nuvole nell'assorbimento dell'energia solare.
Explorer 7 trasmise continuamente dati fino al febbraio 1961, smise di funzionare completamente il 24 agosto dello stesso anno.

## Il satellite

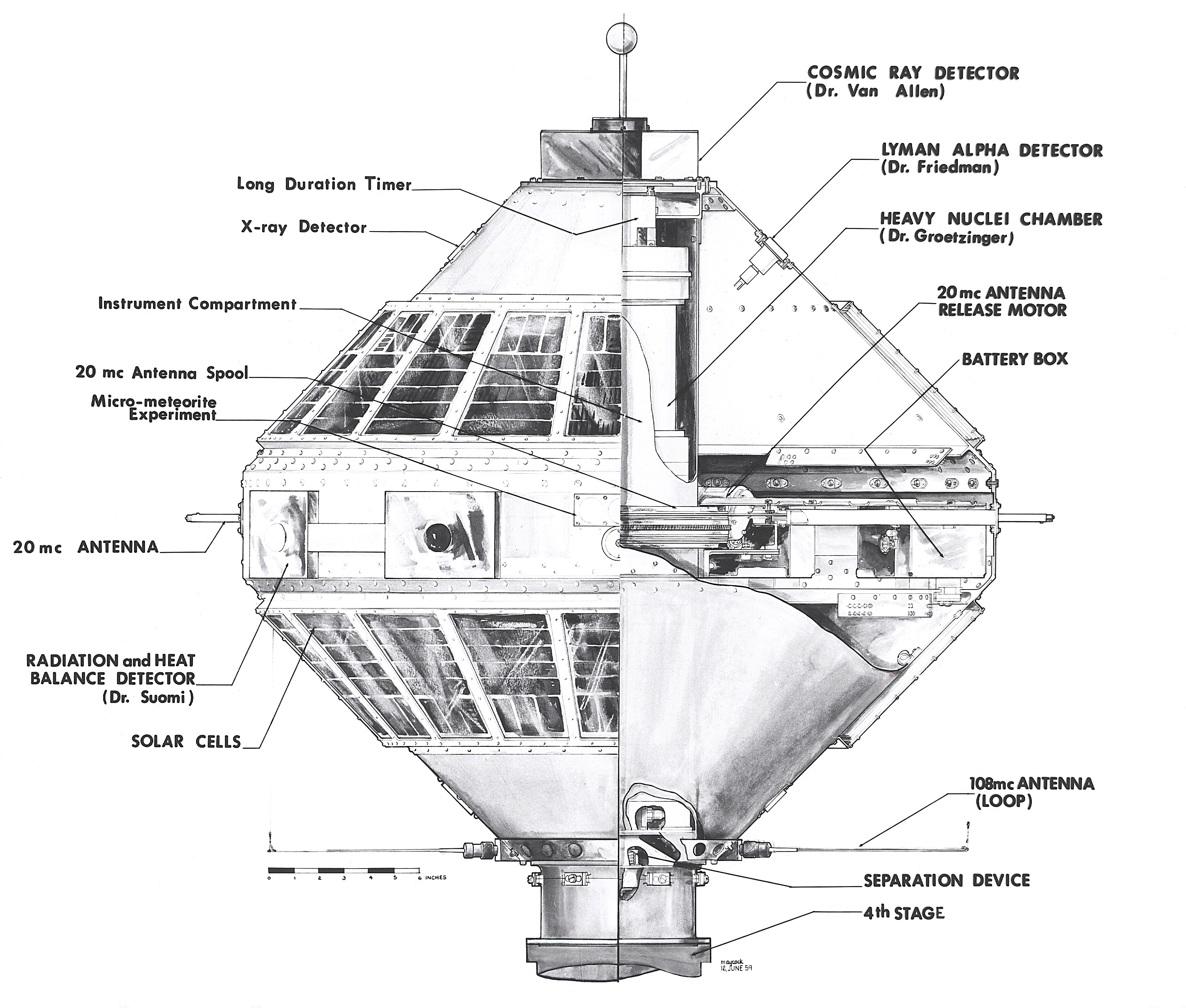
Schema Explorer 7.

Explorer 7 era formato da due doppi coni uniti alla base, i quali erano ricoperti dalle celle solari atte a ricaricare le batterie al nichel-cadmio di bordo.
Il satellite pesava 41,5 kg ed era alto 75 cm.